# Nabu Press
Nabu Press est un « imprint », c'est-à-dire un « nom d'éditeur », dont se sert la société commerciale Nabu, laquelle est une société-sœur de BiblioLabs LLC, au champ d'action plus étendu.
Nabu Press se spécialise dans l'édition de livres anciens ou épuisés. Le livre est un livre numérique (pour tablette ou ordinateur) ou un livre imprimé, mais alors selon la formule de l'impression à la demande (le tirage peut n'être que d'un seul exemplaire).

## Caractéristiques de Nabu Press
1. Par rapport aux autres livres de BiblioLabs LLC. 
Le livre de Nabu Press n'a pas nécessairement fait l'objet d'une attention humaine[2].
2. Par rapport aux livres de Gutenberg ou de Wikisource. 
Le livre est payant, même si le texte est dans le domaine public.
3. Par rapport à l'éditeur traditionnel sur papier. 
L'éditeur traditionnel publie également des textes qui sont dans le domaine public, par exemple un classique de la littérature, mais il y ajoute généralement des notes, une introduction, quand ce n'est pas l'établissement même du texte. De plus, il y a un tirage, un nombre minimum d'exemplaires.

## Controverse
Nabu Press, et d'autres sociétés du même type, arrivent à un moment où il devient possible de rendre disponibles à tous des livres qui n'existaient auparavant que dans quelques bibliothèques.
La pratique de sociétés telles que Nabu Press a été critiquée par des juristes en tant que forme de « copyfraud » ,,,, dans la mesure où elles prétendent imposer un copyright sur une œuvre appartenant au domaine public (le droit d'auteur n'existe pas en droit anglo-saxon). Or, si rien n'interdit à une entreprise de vendre des livres contenant des textes appartenant au domaine public, il est en revanche trompeur et illégal de prétendre en détenir le copyright (ou les droits d'auteurs). 
En 2009,  Nabu Press et ses sociétés mères ou sœurs auraient imprimés 272 930 livres .